# Противоторпеден бул
Противоторпе́ден бул, бордов бул или противоми́нна надде́лка (на английски: anti-torpedo bulge, понякога и на английски: anti-torpedo blister - „противоторпеден блистер“) е форма на пасивна защита за надводните бойни кораби от торпеда във вид надлъжна подводна кухина на корпуса на съда. Противоторпедните були (по един бул на всеки борд) се използват в конструкциите на големите надводни бойни кораби – самолетоносачи, линкори и крайцери) в периода на Първата и Втората световна война.

## Були с друга конструкция и друго предназначение
- Някои моторни лодки (напр., „Казанка-М“, „Южанка“) имат в кърмовата част нитовани към бордовете херметични були. Булите разширяват плоската кърмова част на дъното на лодката, повишават устойчивостта, облекчават движението в режим на глисиране.[1]
- При подводните лодки (дълбоководните апарати) в були (бордови надделки на лекия корпус) могат да са поместени баластните цистерни.